# Oruza chalcogramma
Oruza chalcogramma là một loài bướm đêm trong họ Erebidae.